# Battle Brothers
Battle Brothers est un jeu vidéo de type tactical RPG développé et édité par Overhype Studios, sorti en 2015 sur Windows.

## Accueil
- Canard PC : 9/10[1]
- SensCritique.com : 7.7/10[2]